# Buprenorfin
Buprenorfin (Subuteks, Temgesic, Subokson (buprenorfin:nalokson 4:1 preparat) - sublingvalne tablete, Bupreneks za injekcije, i Norspan ili Butrans kao transdermalni flaster) je polusintetički opioid koji se koristi za lečenje opioidne zavisnosti u većim dozama (>2 ), i za kontrolu umerenog bola u nižim dozama (~200 ).
Buprenorfin je sintetički derivat iz tebainske klase sa izuzetno visokim afinitetom za µ- i κ-opioidni receptor. On je parcijalni agonist µ-opioidnog receptora, parcijalni do pun agonist ORL1/nociceptin i δ-opioidnog receptor, i kompetitivni antagonist κ-opioidnog receptora.
Buprenorfin hidrohlorid je prvi plasirao na tržište 1980-ih Rekit & Kolman (sad Rekit Benkiser) kao analgetik, dostupan generalno kao Temgesic 0.2  sublingualne tablete, i kao Bupreneks u 0.3  inekcionoj formulaciji. Oktobra 2002, FDA je dodatno odobrila Subokson i Subuteks, buprenorfinske visokodozne sublingualne pilule za primenu u detoksifikaciji i dugoročnom lečenju opioidne zavisnosti. Lek se danas predominantno koristi za te svrhe.
U Evropskoj uniji, Subokson i Subuteks, buprenorfinske visoko dozne sublingualne pilule su odobrene za lečenje opioidne adikcije u septembru 2006. Zadnjih godina, buprenorfin je uveden u većini evropskih zemalja u obliku transdermalne formulacije za lečenje hroničnog bola.

## Spoljašnje veze
- Informacioni portal buprenorfina
- SAD program za sprečavanje opioidne adikcije
- NAABT: Neprofitni buprenorfinski zagovornik
- Australijsko stanovište o buprenorfinu
- Gorka pilula
- Metadon anonimno
- Suboksonsko povlačenje

|  | Molimo Vas, obratite pažnju na važno upozorenje u vezi sa temama iz oblasti medicine (zdravlja). |